# 47-я гвардейская танковая бригада
47-я гвардейская танковая бригада — гвардейское формирование (танковая бригада) Красной армии ВС Союза ССР, в годы Великой Отечественной войны.
Бригада участвовала в Висло-Одерской и Берлинской операциях против нацистской Германии и её союзников. Полное действительное наименование по окончании войны — 47-я гвардейская Уманско-Померанская ордена Ленина Краснознамённая орденов Суворова, Кутузова и Богдана Хмельницкого танковая бригада. В составе Действующей армии:
- с 20 ноября 1944 года по 9 мая 1945 года.

## История
47-я гвардейская танковая Уманско-Померанская ордена Ленина Краснознамённая орденов Суворова, Кутузова и Богдана Хмельницкого бригада сформирована в декабре 1941 — марте 1942 в года в городе Саратов Приволжского военного округа как 51-я отдельная танковая бригада.
За мужество и героизм личного состава проявленный в боях с немецко-фашистскими захватчиками и их сателлитами 47-я гвардейская танковая бригада была награждена почётным званием «Гвардейская» сохранив знаки отличия и получив новый войсковой номер преобразована на основании Приказа Народного Комиссара Обороны Союза ССР № 0376, от 20 ноября 1944 года в 47 гв.тбр.
Её части стремительно действовали Варшавско-Познанской наступательной операции, в ходе которой темпы их продвижения достигали 90 км в сутки. За образцовое выполнение боевых задач в этой операции бригада награждена орденом Ленина (19 февраля 1945 года).
Высоких боевых наград она удостоена в Восточно-Померанской операции. За доблесть и воинское мастерство, проявленные личным составом при вступлении в пределы Померании, бригаде присвоено почётное наименование «Померанской» (5 апреля 1945 года).
За образцовое выполнение боевых задач при овладении 20 марта советскими войсками города Альтдамм (Домбе) награждена орденом Кутузова 2-й степени (3 мая 1945 года).
В боях за освобождение польской земли отличились механики-водители танков гвардии старшина Ф. В. Дьячков и гвардии старший сержант А. Ф. Кононов. Первый из них на подожжённом гитлеровцами танке в бою за город Жирардув ворвался на огневую позицию вражеской артиллерийской батареи и раздавил её гусеницами. Затем, сбив пламя на танке, продолжал вести бой. Под городом Сохачёв он таранил на аэродроме фашистский самолёт, на улицах этого города уничтожил 17 автомашин и 20 повозок. А. Ф. Кононов в бою за город Жирардув уничтожил три орудия, 4 автомашины, 37 повозок с военным имуществом и до взвода пехоты, захватил готовый к отправке вражеский железнодорожный поезд. Оба отважных танкиста удостоены звания Героя Советского Союза.
Боевой путь бригада завершила в Берлинской наступательной операции. За мужество и высокое воинское мастерство личного состава в этой операции награждена орденом Богдана Хмельницкого 2-й степени (11 июня 1945 года).
По окончании Великой Отечественной войны, в связи с демобилизацией Союза ССР, соединение переформировано в 47-й гвардейский танковый Уманьско-Померанский ордена Ленина, Краснознамённый, орденов Суворова, Кутузова и Богдана Хмельницкого полк, Нойштрелиц в составе ГСОВГ.

## Состав

### 20 ноября 1944 года
Формирование переформировано в гвардейское по штатам № 010/500-010/506:
- Управление бригады (штат № 010/500)
- 1-й отдельный танковый батальон (штат № 010/501)
- 2-й отдельный танковый батальон (штат № 010/501)
- 3-й отдельный танковый батальон (штат № 010/501)
- Моторизованный батальон автоматчиков (штат № 010/502)
- Зенитно-пулемётная рота (штат № 010/503)
- Рота управления (штат № 010/504)
- Рота технического обеспечения (штат № 010/505)
- Медсанвзвод (штат № 010/506)

## В составе
- 9-го гвардейского танкового корпуса.

## Командование
- Командир бригады 20.11.1944 — 10.06.1945  Копылов, Николай Вениаминович, гвардии полковник.
- Начальник штаба бригады:
  -  ??.12.1944 — ??.01.1945 Моргун Иван Захарович, гвардии подполковник
  -  ??.01.1945 — ??.02.1945 Фрейдлин Владимир Зиновьевич, гвардии подполковник
  -  ??.02.1945 — 10.06.1945 Панов Семён Андреевич, гвардии подполковник
- Начальник политотдела (с июня 1943 года он же заместитель командира по политической части)
  - 20.11.1944 — 16.07.1945 Телехов Виктор Алексеевич, гвардии подполковник

## Отличившиеся воины
В годы войны за ратные подвиги свыше 3 тысяч воинов бригады награждены орденами и медалями, а 21 присвоено звание Героя Советского Союза.
| Награда | Ф. И.О                           | Звание                    | Должность                                             | Дата награждения     | Примечания                      |
| ------- | -------------------------------- | ------------------------- | ----------------------------------------------------- | -------------------- | ------------------------------- |
|         | Агафонов, Валентин Александрович | гвардии старший сержант   | командир орудия танка Т-34, 2-го танкового батальона  | 27 февраля 1945      | Умер от ран 5 мая 1945 года     |
|         | Бочкарёв, Александр Григорьевич  | гвардии старшина          | механик-водитель танка Т-34, 3-го танкового батальона | 27 февраля 1945 года | Погиб в бою 17 января 1945 года |
|         | Бурлаченко, Степан Филиппович    | гвардии младший сержант   | механик-водитель танка Т-34, 2-го танкового батальона | 27 февраля 1945      |                                 |
|         | Волков, Евгений Максимович       | гвардии старший лейтенант | заместитель командира 1-го танкового батальона        | 27 февраля 1945      | Погиб в бою 17 января 1945 года |
|         | Дьячков, Фёдор Васильевич        | гвардии старшина          | механик-водитель танка Т-34, 1-го танкового батальона | 27 февраля 1945      |                                 |
|         | Карабан, Дмитрий Антонович       | гвардии капитан           | командир танкового батальона                          | 27 февраля 1945      | Погиб в бою 16 января 1945 года |
|         | Кононов, Александр Фёдорович     | гвардии старший сержант   | механик-водитель танка Т-34, 2-го танкового батальона | 27 февраля 1945      |                                 |
|         | Копылов, Николай Вениаминович    | гвардии полковник         | командир бригады                                      | 31 мая 1945          |                                 |
|         | Корсаков, Владимир Васильевич    | гвардии младший лейтенант | командир танка Т-34, 3-го танкового батальона         | 24 марта 1945        |                                 |
|         | Кравченко, Владимир Ильич        | гвардии лейтенант         | командир взвода танков Т-34, 3-го танкового батальона | 27 февраля 1945      |                                 |
|         | Кулишев, Яков Сергеевич          | гвардии лейтенант         | командир взвода танков Т-34, 1-го танкового батальона | 31 мая 1945          | Погиб в бою 16 января 1945 года |
|         | Кутенко, Николай Васильевич      | гвардии старший лейтенант | командир взвода танков Т-34, 2-го танкового батальона | 27 февраля 1945      | Умер от ран 18 января 1945 года |
|         | Кухаров, Константин Фёдорович    | гвардии старший сержант   | командир орудия танка Т-34, 2-го танкового батальона  | 27 февраля 1945      |                                 |
|         | Матвиенко, Андрей Григорьевич    | гвардии сержант           | командир орудия танка Т-34, 3-го танкового батальона  | 27 февраля 1945      |                                 |
|         | Никитин, Василий Афанасьевич     | гвардии старший сержант   | командир орудия танка Т-34, 1-го танкового батальона  | 27 февраля 1945      |                                 |
|         | Чапаев, Николай Сергеевич        | гвардии старший сержант   | механик-водитель танка Т-34, 3-го танкового батальона | 27 февраля 1945      |                                 |
|         | Чебуркин, Иван Николаевич        | гвардии старшина          | командир взвода разведки роты управления              |                      |                                 |

## Награды и наименования
| Награда, наименование                 | Дата                 | За что получена |
| ------------------------------------- | -------------------- | --- |
| Почётное наименование «Уманская»      | 19 марта 1944 года   | Почётное наименование присвоено в ознаменование одержанной победы и за отличие в боях по прорыву обороны противника на уманском направлении и освобождение города Умань. Приказ Верховного Главнокомандующего от 19 марта 1944 года № 061                                                                       |
| Орден Красного Знамени                | 8 апреля 1944 года   | За образцовое выполнение заданий командования при форсировании Днестра, овладении городом и важным железнодорожным узлом Бельцы, выход на государственную границу и проявленные при этом доблесть и мужество награждена орденом Красного Знамени. Указ Президиума Верховного Совета СССР от 8 апреля 1944 года. |
| Орден Суворова II степени             | 9 августа 1944 года  | За образцовое выполнение боевых заданий командования на фронте борьбы с немецкими захватчиками, за овладение городом Люблин и проявленные при этом доблесть и мужество награждена орденом Суворова II степени. Указ Президиума Верховного Совета СССР от 9 августа 1944 года.                                   |
| Почётное звание Гвардейская           | 1 декабря 1944 года. | За отважные и умелые действия личного состава в боях. |
| Орден Ленина                          | 19 февраля 1945 года | За образцовое выполнение заданий командования в боях с немецкими захватчиками, за овладение городом Варшава и проявленные при этом доблесть и мужество бригада награждена орденом Ленина. Указ Президиума Верховного Совета СССР от 19 февраля 1945 года.                                                       |
| Почётное наименование «Померанская»   | 5 апреля 1945 года   | В ознаменование одержанной победы и отличие в боях при вторжении в пределы немецкой Померании. Приказ Верховного Главнокомандующего от 5 апреля 1945 года № 057. |
| Орден Кутузова II степени             | 3 мая 1945 года      | За образцовое выполнение заданий командования в боях с немецкими захватчиками при овладении городом Альтдамм и проявленные при этом доблесть и мужество награждена орденом Кутузова II степени. Указ Президиума Верховного Совета СССР от 3 мая 1945 года.                                                      |
| Орден Богдана Хмельницкого II степени | 11 июня 1945 года.   | За образцовое выполнение заданий командования в боях с немецкими захватчиками при овладении столицей Германии городом Берлин и проявленные при этом доблесть и мужество награждена орденом Богдана Хмельницкого II степени. Указ Президиума Верховного Совета СССР от 11 июня 1945 года.                        |

Личный состав бригады удостаивался благодарностей Верховного Главнокомандующего Вооружёнными Силами СССР 11 раз